# Dan Abnett
Dan Abnett (*12. října 1965, Velká Británie) je Britský autor komiksů a romanopisec. Jeho spolupracovníkem je Andy Lanning. Pracuje na knihách pro Marvel Comics, a jejich značku Marvel UK od devadesátých let 20. století. Také přispívá do titulů DC Comics. Jeho tvorba z prostředí Warhammer Fantasy a Warhammer 40 000 románů a grafických románů pro Black Library společnosti Games Workshop nyní čítá několik tuctů titulů s prodejem přes 1 150 000 kopií ke květnu 2008.[zdroj⁠?!] V roce 2009 vyšel jeho první původní román.

## Kariéra
Jako jeden z autorů AD 2000 byl zodpovědný za tvorbu komiksů Sinister Dexter. Ostatní originální příběhy obsahují Black Light, Badlands, Atavar, Downlode Tales, Sancho Panzer, Roadkill a Wardog, které jsou založeny na hře stejného jména. Přispěl také k pokračování sérií komiksů Judge Dredd, Durham Red a Rogue Trooper. Pro Marvel Comics spolupracoval na titulech Death's Head 2, Battletide, Rytíři Pendragon The Punisher, War Machine, Annihilation: Nova a různé X-Men tituly. Na DC obnovil Legii of Super-Heroes jako limitovanou sérii Legion Lost a pak pokračující sérii Legion. Své práce pro DC vytváří s Andy Lanningem; jsou často označovány jako DnA. Pro Dark Horse Comics napsal společně s Ianem Edgintonem Planet of the Apes: Blood Lines.
Je autorem románů zasazených do vesmíru Warhammeru 40 000. Patří mezi ně série Gauntových duchů, trilogie Eisenhorn a Ravenor a první kniha série Horovo Kacířství, bestseller SF Horus Rising, který vyšel přeložen v roce 2011 pod názvem Horův vzestup. V průběhu let přispěl do série Horovo kacířství knihami Legion (2008), Prospero Burns (2011), Know No Fear (2012), Unremembered Empire (2013) a do navazující série Siege of Terra knihami Saturnine (2020) a závěrečnou trojicí The End and the Death: Volume I, II a III. Napsal pět románů ze světa Warhammer Fantasy. V roce 2007 napsal román nazvaný Hraniční Princové pro vedlejší produkt Doctor Who Torchwood. V roce 1994 napsal propagační komiks na podporu otevření horské dráhy Nemesis v Alton Towers. V roce 2008 spolu s Lanningem převzal The Authority. V červnu 2008 podepsal spolu s Lanningem dohodu s Marvel. Smlouva jim umožňuje dokončit stávající závazky, a tak budou moci dokončit svůj patnáctý díl The Authority.
Napsal scénář pro Games Workshop a Codex Pictures CGI film Ultramarines, který byl vydán dne 29. listopadu 2010.